# Taste the Poison
Taste the Poison is het zesde studioalbum van de Zweedse punkband Satanic Surfers. Het album werd uitgegeven via het Zweedse platenlabel Bad Taste Records op 19 september 2005 op cd.
Taste the Poison is het eerste studioalbum waar drummer Robert Samsonowitz en basgitarist Andy Dahlström aan hebben meegewerkt. Tevens is dit het laatste album van Satanic Surfers in een relatief lange periode: de band ging uit elkaar in 2007, kwam in 2014 weer bijeen en bracht in 2018 het zevende studioalbum uit, getiteld Back from Hell.

## Nummers
1. "Callousness" - 2:39
2. "Who Prospers?" - 3:21
3. "Weight on My Shoulders" - 2:48
4. "False Ambitions" - 2:21
5. "Stranglehold" - 2:01
6. "Blood on the Sidewalk" - 2:44
7. "Lead Us to the Gallows" - 2:25
8. "U+I R 1" - 3:25
9. "Restless Anger" - 3:07
10. "Down in Fire" - 2:19
11. "One by One" - 2:27
12. "Malice & Spite" - 2:31
13. "Rise" - 3:25

## Band
- Rodrigo Alfaro - zang
- Robert Samsonowitz - drums
- Andy Dahlström - basgitaar, achtergrondzang
- Fredrik Jacobsen - gitaar, achtergrondzang
- Magnus Blixtberg - gitaar, achtergrondzang